# Иван Манев (политик, р. 1974)
Иван Косев Манев е български икономист и политик от „Продължаваме промяната“. Народен представител в XLVII и XLVIII народни събрания.

## Биография
Иван Манев е роден на 12 февруари 1974 г. в град София, Народна република България. Израства в Плевен, завършва Механо техникума. После маркетинг в Стопанска академия „Димитър А. Ценов“ в Свищов. Повече от 20 години има опит в корпоративния бизнес, в големи български и международни компании. През 2017 г. стартира своя компания в сферата на образованието. Това е мобилното приложение Worddio  , което помага за ученето на чужди езици.
На парламентарните избори през ноември 2021 г. като кандидат за народен представител е 3-и в листата на „Продължаваме промяната“ за 15 МИР Плевен, но не е избран. На 22 декември 2021 г. става народен представител на мястото на Иван Христанов.
На следващите парламентарни избори през октомври 2022 г. отново е кандидат за народен представител и е 2-ри в листата. Редовно избран за народен представител от МИР 15 в 48-то Народно събрание.
През 2023 г. заедно с Иван Христанов основават политическа партия „Единение“ и е избран за съпредседател на партията.